# 'Ndrangheta
La ’Ndrangheta est une organisation mafieuse de la région de Calabre, située dans le sud de l’Italie, à l’est du Mezzogiorno (villes principales : Reggio de Calabre, Crotone, Cosenza, Catanzaro). D’origine rurale comme sa voisine Cosa nostra, elle a longtemps été discrète avant d'infiltrer la vie économique et politique italienne et de s'internationaliser.
Ses membres, appelés Ndranghetistes (Zappia, Trapani), sont connus pour être de fervents adeptes de la « vendetta », n’hésitant pas à faire régner la terreur dans l’Aspromonte, région à l’extrême sud de la partie continentale de l’Italie.
Après s’être tournée vers les enlèvements, elle a abandonné cette activité dans les années 1980 car elle n’était pas assez rentable. Depuis, elle s’est orientée vers le trafic de cocaïne en alliance avec les Albanais de l’Albanie, du Kosovo, et de la Macédoine du Nord (Tirana, Pristina, Kumanovo). Selon le préfet de Calabre en 2005, « la ’Ndrangheta joue le premier rôle, au niveau mondial, dans l’approvisionnement en cocaïne ».[réf. nécessaire]
À la suite de l’affaiblissement progressif de la Cosa nostra sicilienne durant les années 1980-1990, phénomène dû à la stratégie suicidaire de l’ancien capo di tutti capi, Toto Riina, d’affronter ouvertement l’État italien, la ’Ndrangheta est devenue la première organisation criminelle la plus puissante de la péninsule, tant en nombre d’affiliés qu’en termes de revenus.
Pour la seule année 2013, son chiffre d’affaires était estimé à près de 53 milliards d’euros, soit 3,4 % du PIB italien,.
La ’Ndrangheta commence à attirer l’attention du grand public en 2005, après l’assassinat de Francesco Fortugno, élu de La Margherita (centre-gauche) et vice-président de l’Assemblée régionale de Calabre, puis en août 2007, lorsque les médias relatent l’assassinat en Allemagne de six Italiens âgés de 16 à 39 ans, assassinés à proximité de la gare principale de Duisbourg. Le 24 novembre 2009, c'est l'assassinat de Lea Garofalo, une jeune femme ayant collaboré avec la justice contre sa propre famille, par son compagnon, chef d'un clan de Crotone, qui soulève une grande émotion dans le pays.
En mai 2008, le président américain George W. Bush, en s’appuyant sur le Foreign Narcotics Kingpin Designation Act, visant à réprimer les trafiquants de drogue, l’a ajoutée officiellement à la liste noire des organisations criminelles les plus dangereuses agissant sur le sol américain.

## Histoire

### Origine
’Ndrangheta a pour origine étymologique le mot grec « andragathía » (ἀνδραγαθία) qui signifie héroïsme et vertu. Il pourrait aussi dériver de andraghatos, substantif du grec ancien d’Italie qui indiquait l’homme courageux ou bien ’ndranghetista, désignant un homme viril, danseur, qui prenait part à la tarentelle.
Le ’ndranghetiste, du mot grec andragatos, qui signifie homme valeureux et courageux, a des origines lointaines. Thucydide et Plutarque parlent déjà de lui. C’est un personnage entier, sourcilleux sur son honneur, qui, lorsqu’il devient criminel, est un adversaire redoutable en raison de sa détermination et de sa férocité. Un officier français, Duret de Tavel, envoyé par le prince Murat en Calabre, écrit déjà en 1808 que « les Calabrais sont de stature moyenne, bien proportionnés et musclés. Ils ont une peau sombre, des traits marqués, des yeux vifs et brûlants. À cause des haines qui opposent les familles, ils sortent toujours armés de fusils, de poignards et d’une ceinture en forme de giberne qui contient des cartouches ». Duret de Tavel savait aussi que la vraie force du Calabrais et du ’ndranghetiste lui vient de ses liens exclusifs et de son apparente arriération culturelle. L’archaïsme devient alors une défense et un atout. La ’Ndrangheta, dans son organisation, conteste son territoire à celui de l’État légal. Mais la véritable naissance de la mafia calabraise remonterait aux années 1860–1870. Le premier témoignage officiel de son existence date de 1888, lorsqu’elle est dénoncée au préfet (Aldo Neri préfet de Sicile)
comme une secte criminelle « qui n’a peur de rien ».
En fonction des historiens, l’origine même d’une société criminelle en Calabre serait à chercher soit dans la Garduña, une organisation criminelle espagnole datant du Bas Moyen Âge soit dans une colonisation de la Cosa nostra sicilienne ou de la Camorra napolitaine. À l'appui des deux dernières hypothèses on avance qu’initialement les hommes de main de la ’Ndrangheta étaient appelés des « soldati », que l’organisation elle-même était connue sous le nom d’Onorata Società ( Honorable Société, ancien nom de la mafia sicilienne) ou « l’Onorata »( autre terme désignant la mafia calabraise).
Le mot 'Ndrangheta est mentionné pour la première fois auprès d'une grande audience par l'écrivain calabrais Corrado Alvaro dans le journal Le Corriere della Sera en septembre 1955.

### La’NdranghetaauXIXesiècle
La ’Ndrangheta ne naît réellement qu'au milieu du XIXe siècle sous la forme d'une mafia rurale. Ainsi, en 1884, le préfet Giorgio Tamajo dénonce déjà la présence de mafieux et de camorristes à Reggio de Calabre. De plus, le procureur du tribunal de Palmi note entre 1880 et 1885 une forme de délinquance collective apparue avec la construction du chemin de fer passant par la ville.
En 1887, des témoignages marquent la présence de camorristes à Nicastro et l'année suivante, en 1888, on y retrouve même le premier code contenant les règles de l'organisation criminelle. En 1889, à Palmi, 24 personnes sont arrêtées, pour la plupart des journaliers et des artisans, ainsi que leur chef, le cordonnier Francesco Lisciotto. Un an plus tard, un nouveau procès entraîne l'arrestation de 92 personnes appartenant à une organisation criminelle opérant à Latrinoli et Radicena (deux villages aujourd'hui au sein de la commune de Taurianova) et qui, selon les juges, serait née deux ans plus tôt sous le nom de « secte des camorristes ».

### La’Ndranghetades années 1970 à la fin du siècle
Jusqu'en 1975, la 'Ndrangheta restreint ses opérations à la Calabre, principalement impliquée dans l'extorsion et le chantage. Son implication dans la contrebande de cigarettes augmente son champ d'action et son contact avec la mafia sicilienne et la Camorra napolitaine. Avec l'arrivée des gros contrats de travaux publics en Calabre, leur attribution à des entreprises sous contrôle de l'organisation devient une importante source de revenus. Des conflits interviennent quant à la redistribution des profits, ce qui mène à la première guerre de la 'Ndrangheta qui fit 233 victimes. L'organisation était autrefois connue pour ses nombreux rapts lors desquels les victimes, généralement des chefs d’entreprise, des hommes d’affaire ou leur famille, étaient enfermées dans des grottes ou des bergeries du massif de l'Aspromonte contre rançon. Il est généralement admis que John Paul Getty III, kidnappé contre rançon en 1973, est une de leurs victimes.
Durant les années 1980, elle décida de changer d’activité, car les 157 enlèvements ne rapportèrent que 220 milliards de lires (113 620 000 €). Elle s’orienta alors vers le trafic de cocaïne beaucoup plus rentable en collaboration avec les cartels colombiens.
La seconde guerre de la 'Ndrangheta fait rage de 1985 à 1991. Cette guerre sanglante entre les clans Condello-Imerti-Serraino-Rosmini et ceux de Stefano-Tegano-Libri-Latella fait plus de 600 morts. La mafia sicilienne contribue à mettre fin au conflit, notamment en proposant la création d'un super-organe de gestion et de coordination, appelé La Provincia, sur le modèle de La Cupola de la Cosa Nostra, pour gérer les conflits internes. En 1991, lors d’une réunion dans le hameau de Polsi, à San Luca, tout près du sanctuaire de la Madone (it)(la «Madone di San Luca », une religieuse italienne canonisée, « Santa Maria Isabella » ) différents clans arrivent à une médiation qui met fin à la terrible guerre interne entre le clan Di Stefano et celui des Imerti.

### XXIesiècle
Depuis les années 2000, la 'Ndrangheta évite tout affrontement violent et direct avec les institutions policières et judiciaires italiennes. Elle privilégie systématiquement les pratiques de collusion et de corruption qui lui permettent de se concilier les pouvoirs établis sans entrer en conflit avec eux. Elle prend garde également à ménager la population dont elle dépend en perpétuant des activités criminelles faiblement rémunératrices mais pourvoyeuses en emplois pour ses hommes de main. Les activités de l’organisation sont plus tournées vers divers trafics et l’infiltration de l’économie réelle.
En février 2008, Pasquale Condello, considéré comme le chef le plus redouté et le plus respecté de la 'Ndrangheta, est arrêté. En juillet 2010, 3 000 policiers sont mobilisés pour arrêter 315 membres de l’organisation. Soixante millions d'euros de biens d’origine criminelle sont saisis à la suite d’écoutes et d’enregistrements vidéo de réunions de l’organisation. Les autorités italiennes ont arrêté Domenico Oppedisano, considéré comme le capo crimine, le chef criminel no 1 de la ’Ndrangheta à Rosarno (Calabre), et Pino Neri, le patron de l’organisation en Lombardie. C’est d’ailleurs dans le nord que le coup de filet a été le plus décisif. Implantée à Milan depuis les années 1970, la ville étant devenue « sa capitale économique et financière », la branche armée de l’organisation y aurait été décimée. La mafia calabraise est devenue, dans la région la plus riche du pays, une « colonie des clans », selon l’expression consacrée du magistrat Ilda Boccassini. L’exposition universelle de 2015 de Milan faisait d’ailleurs partie de leurs futurs chantiers.
Après les arrestations de 2010, l'homme le plus recherché de l'organisation criminelle était Ernesto Fazzalari. À son tour, il est arrêté en juin 2016 en Calabre.
En 2014, une opération conjointe entre les polices italiennes et le FBI dans l'opération New Bridge fait arrêter des membres des familles du crime new-yorkaises Gambino et Bonanno. En juin 2014, le pape François dénonce la 'Ndrangheta pour ses « adorations du diable et la captation du bien commun » et souhaite que l'église s'attaque au crime organisé, et que les mafiosi soient excommuniés. Un porte-parole du Vatican clarifie les propos du pape, expliquant que ces mots ne constituent pas une excommunication formelle selon la loi canonique. En juin 2016 est arrêté Ernesto Fazzalari considéré alors comme le n°2 de la 'Ndrangheta. En juillet 2017, lors d'une opération d'envergure, la police italienne arrête 116 membres de l'organisation. Le 9 janvier 2018, de vastes opérations policières aboutissent à l'arrestation de 169 mafiosi présumés de la 'Ndrangheta et à la mise sous séquestre de 50 millions d'euros de biens en Italie (158 arrestations) et en Allemagne (11 arrestations).
Le procès s'ouvre en janvier 2021. Dans le cadre de ce procès, 207 personnes sont condamnées en novembre 2023 sur les 338 accusés, pour un total de près de 2 150 années de prison prononcées. Ce procès, dit «Procès Rinascita-Scott (it)»  fait apparaître l'importance des aides extérieures au sein des institutions publiques et politiques ainsi que de la société civile grâce à une corruption massive.

## Activités criminelles
La mafia calabraise ne travaille pas de la même manière que son équivalent sicilien. Cette dernière s’implique dans un grand nombre de trafics alors que la ’Ndrangheta se concentre dans le domaine financier : 

### Trafic de drogue
La 'Ndrangheta a progressivement tissé des liens internationaux, en particulier dans le trafic de stupéfiants avec la Turquie, la Colombie, le Mexique et même la Chine pour faciliter l’importation de narcotiques provenant du Triangle d'or. Dès 1970, la ’Ndrangheta importe des stupéfiants en provenance du Maroc. En 1994, la police intercepte 11 tonnes de cocaïne colombienne. En 2005, la DEA (Drug Enforcement Administration) et la Garde des finances italienne estimaient que les Calabrais géraient 15 % des 980 tonnes produites annuellement par les cartels colombiens. Le groupe contrôlerait plus de la moitié du marché de la cocaïne en Europe. Cette forte présence est facilitée par la main-mise des clans  Piromalli et Molè sur le port de Gioia Tauro, construit entre 1975 et 1995 à grands coups d'indemnisations et de dépenses publiques pour aider au développement de la Calabre, et devenu le carrefour principal du trafic de drogue en Europe.

### Racket/Collecte duPizzo
L’extorsion de fonds est l’une des principales ressources financières de la ’Ndrangheta après le trafic de drogue. La collecte du Pizzo procède d’une stratégie plus ou moins élaborée. Bien souvent, le paiement des assujettis aux clans mafieux s’effectue par le biais de la souscription de contrats de gardiennage et de sécurité auprès de sociétés mafieuses à la suite de dégradations et de cambriolages provoqués par ces dernières, pratique parasitaire qui accélère la désertification commerciale de la Calabre et dissuade l’implantation des entrepreneurs dans cette région. Les seuls commerces qui parviennent à profiter de cette situation sont ceux qui sont contrôlés par la ’Ndrangheta.

### Prêt à taux usuraire
La ’Ndrangheta profite également de la réticence des banques à prêter aux petits commerçants et aux entrepreneurs pour imposer à ces derniers des prêts à taux usuraires. Cette frilosité des banques porte ironiquement le sobriquet de « risque calabrais ». L’usure se fait parfois avec la complicité des établissements bancaires locaux : à San Marco Argentano, l’agence locale de la Banca Populare servait de relais pour le recouvrement des prêts usuraires tandis que dans la province de Cosenza, les banquiers proposaient le recours aux usuriers mafieux à leurs clients comme une alternative à leurs propres prestations bancaires.

### Blanchiment d’argent dans l’économie légale
Les affaires financières douteuses et le blanchiment d'argent constituent ainsi l’essentiel de ses activités. Les marchés calabrais de grossistes alimentaires font également l’objet d’une importante infiltration mafieuse, notamment en ce qui concerne les circuits commerciaux de l’huile d’olive. Au début des années 1990, la Calabre connut une véritable guerre entre deux clans cherchant à obtenir le monopole sur les subventions de la CEE aux producteurs d’huile d’olive. En décembre 1990, le maire-adjoint de San Lorenzo était exécuté par balles. Il était employé de l’Association provinciale des producteurs ovilicoles (AIPO). En juin 1991, le président de l’AIPO est abattu dans les rues de Reggio Calabria. La néobanque Wirecard a réalisé jusqu'en 2017 des opérations de paiement pour un casino en ligne localisé à Malte et contrôlé par la 'Ndrangheta, qui procédait ainsi à du blanchiment.  La mafia calabraise exploite le secteur immobilier pour blanchir ses fonds provenant de leurs activités illégales dans le monde entier. Elle investit dans des projets de construction et des biens immobiliers, intégrant ainsi des capitaux illicites dans l’économie légale. Cette infiltration permet non seulement de légitimer des fonds d’origine douteuse, mais aussi d’étendre l’influence de ces organisations dans le secteur économique. 

### Détournement des subventions européennes et nationales et détournement des marchés publics
Elle opère également au niveau des subventions européennes en détournant des fonds pour l’agriculture. Le Centro Studi Investimento Sociale, après une étude, a constaté que l’organisation avait détourné plusieurs centaines de millions d’euros dans le domaine agricole. La ’Ndrangheta a, par exemple, largement contribué aux retards de construction de l’hôpital de Pizzo Calabro (Sud de la Calabre). Lancé en 1959, ce projet de construction n’a toujours pas abouti alors que plus de 2,5 millions € ont été dépensés en pure perte pour relancer le chantier. L’approvisionnement en matériel médical était de plus entièrement acquis aux clans mafieux : les deux sociétés calabraises qui fournissent les établissements hospitaliers de la région de Reggio de Calabre en gants, seringues et autres équipements médicaux et sanitaires, étant sous influence. La 'Ndrangheta s'est en partie infiltrée dans le système d'asile italien, certains centres pour migrants étant une source lucrative de fonds.

### Trafic et immersion de déchets toxiques et/ou radioactifs
La collecte et « fausse-gestion » de déchets est aussi une source importante de revenus pour les clans de la ’Ndrangheta. Ainsi, en 1992, en quelques semaines, trois bateaux transportant respectivement 150 bidons de boue, 120 bidons de déchets radioactifs et 75 bidons de différentes substances toxiques et nocives ont été sabordés au large des côtes calabraises. Selon les aveux faits en 2005 aux enquêteurs de la Direction nationale anti-mafia italienne par un repenti, ce sont une trentaine de bateaux qui ont été coulés dans cette même période, permettant aux pseudo-gestionnaires de ces déchets d'empocher les sommes élevées versées pour évacuer ou traiter ces déchets (activité pourtant théoriquement très strictement réglementée). Selon le repenti, chaque bateau coulé aurait rapporté environ 150 millions de lires (77 000 €), l'assurance se chargeant d'indemniser les propriétaires des navires. La Ndrangheta, par le biais de sociétés locales, achète aussi des terrains utilisés comme décharges sauvages. Près de Ciro, des sites miniers désaffectés ont été utilisés par les mafieux calabrais pour cacher des déchets immergés. De même, ils ont aussi illégalement utilisé des grottes sous-marines pour l'immersion de déchets radioactifs.

### Trafic d’armes de guerre
Fusils d’assaut et lance-roquettes[réf. nécessaire].

### Enlèvements
Activité qui n’est plus pratiquée depuis les années 1980 car n’étant pas assez rentable. En effet, les enlèvements et séquestrations, sur un total de 157 personnes, n’avaient rapporté approximativement que 220 milliards de lires. À cette époque, le trafic de cocaïne semblait beaucoup plus intéressant.

### Trafic de diamants
Afrique du Sud.

### Escroquerie aux assurances sociales
Des membres de la 'Ndrangheta érigent en système les fraudes à l'Istituto nazionale della previdenza sociale (INPS) en déclarant en masse comme étant des salariés saisonniers agricoles eux-mêmes, leurs femmes, enfants, amis, cousins, etc. pour profiter d'indemnités maladie et d'assurance chômage (payables dès 51 jours de travail) tandis que les vrais saisonniers, des migrants, ne sont pas déclarés. En 2009, une cadre de l'Institut, menacée de mort pour cela, évalue à plus de 100 000 le nombre de certificats de maladie abusivement déclarés. Le trafic se fait à grande échelle, et l'INPS estime alors que 9 saisonniers agricoles sur 10 sont de faux saisonniers. Le montant total des fraudes n'est pas connu, mais il  dépasse fréquemment le million d'euros par entreprise ou coopérative concernées.

## Économie de la’Ndrangheta
Il est toujours difficile d'évaluer les gains illégaux, mais selon un rapport de l’Eurispes, institut de données économiques, sociales et politiques sur le crime organisé en Italie, la ’Ndrangheta, la mafia calabraise, serait devenue la plus riche et la plus puissante organisation criminelle d’Italie, devant Cosa Nostra. Cette analyse confirme le dernier rapport de la commission parlementaire anti-mafia et des services de renseignements italien (art 13). Les États-Unis ont décidé d’inscrire sur sa liste noire la ’Ndrangheta comme étant l’organisation criminelle la plus puissante au monde, considérant que la mafia calabraise avait infiltré une grande partie de l’économie américaine.
Toujours selon l'Eurispes, en 2007, la mafia calabraise a gagné 44 milliards d’euros, ce qui représente 2,9 % du PIB de l’Italie (PIB estimé à 1 535 milliards d’euros). Le revenu annuel de la Holding ’Ndrangheta représente le PIB de l’Estonie (13,2 milliards d’euros) ajouté à celui de la Slovénie (30,4 milliards d’euros).
Le trafic de drogue reste l’activité la plus rentable avec 27,24 milliards d’euros par an (62 % du revenu total). 80 % de la cocaïne en Europe transite par la ’Ndrangheta en Italie.
| Activités illicites            | Chiffre d’affaires (2007), en milliards d'€ |
| ------------------------------ | ------------------------------------------- |
| Trafic de drogue               | 27,240                                      |
| Entreprises et travaux publics | 5,733                                       |
| Extorsion et usure             | 5,017                                       |
| Trafic d'armes                 | 2,938                                       |
| Prostitution                   | 2,867                                       |
| Total                          | 43,795                                      |

## Structure

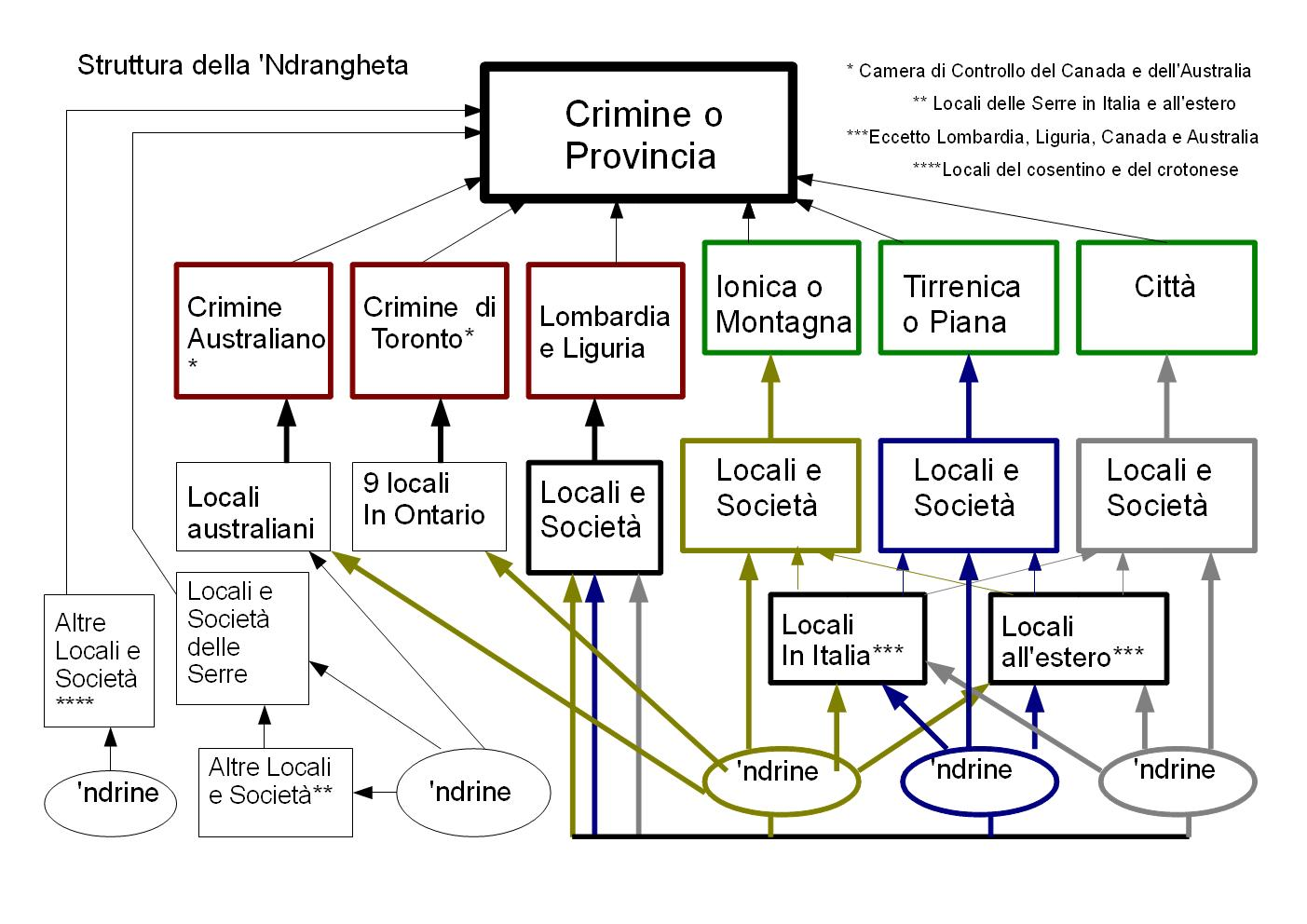
Structure 'ndrangheta

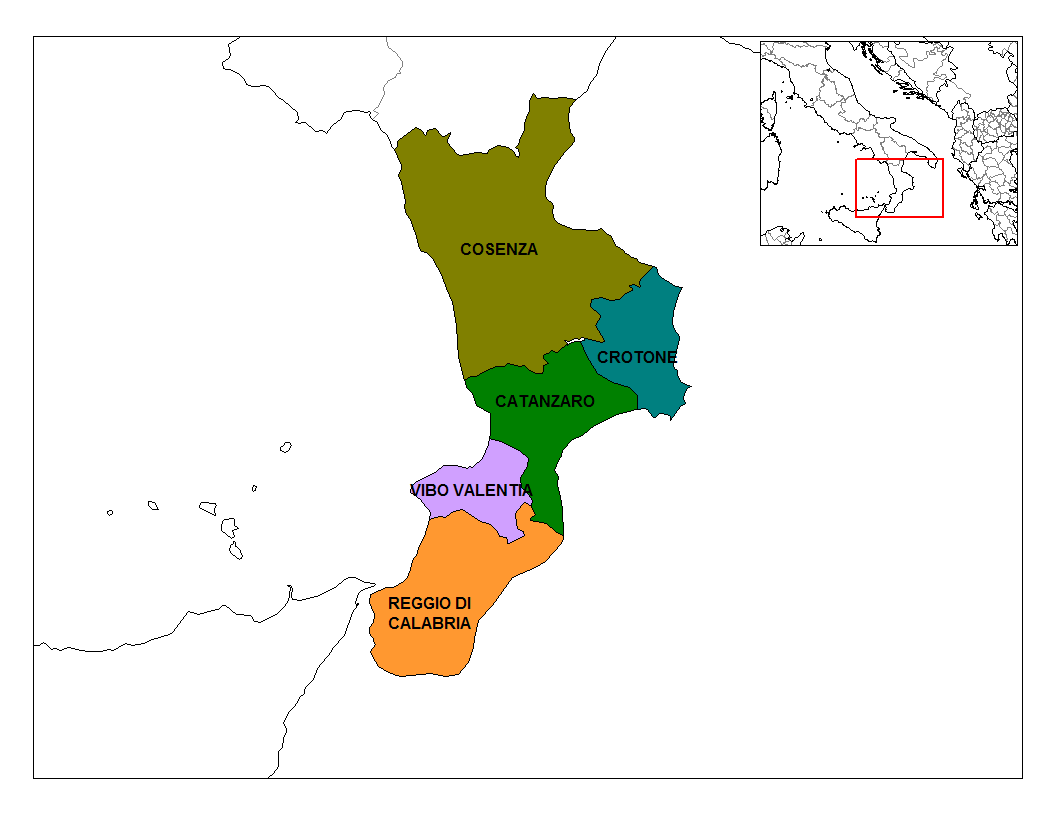
Provinces de la Calabre.

La ’Ndrangheta a une hiérarchie bien précise, comme beaucoup d’entités mafieuses. Jusqu’à récemment, on pensait que son organisation n’était pas pyramidale mais reposait sur une structure horizontale.
La ’Ndrangheta a une structure très imperméable, on y compte moins de repentis que dans les autres organisations criminelles.

### 'Ndrine
La 'Ndrangheta est composée de nombreuses 'ndrine ('ndrina au singulier), ou cosche (cosca au singulier), qui sont de petits groupes formés en général autour d'une famille, dont le chef est nommé capobastone.
Les 'ndrine ne sont pas toutes de même ampleur et de même importance. Ainsi, la 'ndrine Bellocco de Rosarno (près de Reggio de Calabre) par exemple, est l'une des plus puissantes de la 'Ndrangheta.
Lorsqu'une 'ndrine atteint plus de 50 membres, elle peut acquérir le statut de 'ndrina distaccata, qui lui permet d'étendre son territoire pour autant qu'elle y soit autorisée par le locale local.

#### Ndrine célèbres
- Barbaro
- Bellocco
- Morabito
- Nirta (it)

### Locali
Le regroupement de plusieurs 'ndrine d'une même région s'appelle il locale (locali au pluriel), il y en aurait environ 166.
Le locale est composé d'au moins 49 'ndranghetisti et est dirigé par un capo-locale.
| Province          | Nombre de locali |
| ----------------- | ---------------- |
| Reggio de Calabre | 73               |
| Catanzaro         | 21               |
| Crotone           | 21               |
| Cosenza           | 14               |
| Vibo Valentia     | 7                |

### Crimine
En 2010, on découvre qu'au sommet de la ’Ndrangheta, il y a une structure verticale appelée « Provincia » ou « Crimine ». C’est l’équivalent de la « Coupole » (organe de contrôle au sommet de la Cosa nostra). Le chef, appelé Capo Crimine, est élu chaque année au mois d'août lors de la réunion au sanctuaire de Polsi dans la ville de San Luca. Le Crimine est un organe politique et non exécutif de la ’Ndrangheta. Il décide et nomme les chefs pour les territoires éloignés de la Calabre quand il n’y a pas d’accord entre les familles, il établit quels clans font partie de l’organisation et ceux qu’il ne reconnaît pas, il tranche les litiges entre les clans. Il a aussi un tribunal pour juger ceux qui commettent une faute.
La ’Ndrangheta reste une organisation horizontale sur le plan exécutif, verticale sur le plan politique. L'équivalent du Crimine est la « cour constitutionnelle » d’un pays. Par exemple, si un clan veut faire des affaires sur un territoire contrôlé par un autre clan, il doit informer le clan en question. Le Crimine intervient dans le cas où il n’y a pas d’accord entre les deux.

### Rites
L’acceptation au sein du clan, souvent familial, se fait, la plupart du temps, après un acte illégal tel qu’un homicide.
L’organisation calabraise travaille très discrètement. Pour en devenir membre, il faut être né d’une famille de la ’Ndrangheta. Les enfants de 'ndranghetiste sont appelés dès leur naissance, « Jeune d’honneur ». Par un rituel initiatique où le chef de clan coupe les ongles du nouveau-né, on place une clé et un poignard de chaque côté de l’enfant. S’il touche le couteau en premier, cela signifie qu’il sera un 'ndranghetiste ; en revanche si l’enfant touche la clé, il deviendra un magistrat, ou un homme politique corrompu. Le couteau est placé de préférence plus près que la clé.
Pour devenir un vrai 'ndranghetiste, il existe un rite initiatique. Le battezzando de la 'Ndrangheta, littéralement « le candidat à l’affiliation ». Il possède un nom spécifique, il s’appelle contrasto onorato. Pour comprendre ce que cela signifie, les non-affiliés sont nommés dans le langage de la 'Ndrangheta des contrasti. Ceux qui ne s’opposent pas et qui respectent la 'Ndrangheta s’appellent, eux, des contrasti honorati mais ils ne sont pas affiliés à l’organisation.
À 14 ans, le premier grade de l’affiliation, le picciotto, s’obtient au cours d’un rituel ancestral, identique depuis des siècles. Il se déroule dans une pièce en forme de fer à cheval. Le chef dirige une très longue cérémonie à la fin de laquelle le battezzando jure de prendre sur lui la lourde responsabilité de faire partie de l’organisation, qui, selon le code, sera supérieure à sa propre famille, à ses enfants et à son sang.
Les réunions de la ’Ndrangheta se font dans un dialecte calabrais et suivent un certain rituel avec des allusions à la loyauté et une apologie de la violence.

## ’Ndranghetaà l’étranger: internationalisation ou mondialisation
En 2020, outre ses ramifications dans le Nord de l'Italie, où elle œuvre dans le domaine de la construction, elle est implantée dans 31 autres pays : la plupart des États européens, mais aussi les États-Unis, le Canada, la Colombie et l'Australie. 

### Afrique

#### Afrique du Sud
Sur place, l’organisation a investi dans les diamants.

#### Madagascar
À Nosy-Be, Antsiranana, l'organisation investit dans l'hôtellerie et les pizzerias.

### Europe

#### Allemagne
En Allemagne, le BND, principal service de renseignement, a lancé en 2006, un avertissement sévère, relayé par le Berliner Zeitung. La ’Ndrangheta calabraise serait à leurs yeux l’organisation criminelle « la plus dangereuse d’Europe ». Elle blanchirait l’argent du trafic de stupéfiants en achetant couramment hôtels et restaurants en Thuringe, en Saxe et sur les rives de la Baltique. Elle aurait également passé des ordres portant sur 9 millions d’euros à la Bourse de Francfort, surtout dans les titres énergétiques, E.ON AG et Siemens en particulier, mais aussi Gazprom dans laquelle elle aurait 3 % du capital. Elle pratique aussi la traite humaine.
Dans la nuit du 15 août 2007, la violence de la ’Ndrangheta calabraise touche pour la première fois l’Allemagne. Six Italiens âgés de 16 à 39 ans sont abattus à proximité de la gare principale de Duisbourg (Sebastiano Strangio, 39 ans, Marco Marmo, 25 ans, les frères Francesco et Marco Pergola, 22 et 20 ans, Tommaso Venturi, 18 ans, seul né en Allemagne, et un mineur, F. G., 16 ans). Les victimes appartenaient toutes à la famille Pelle-Romeo, qui se livre à une véritable vendetta avec la famille Strangio-Nirta depuis 1991. Cette « guerre », dont l’origine remonterait à une simple dispute entre adolescents lors du carnaval de San Luca, bourgade calabraise de 4 000 habitants, aurait déjà fait 21 victimes. La violence connaît même un nouveau tournant lorsque la femme du parrain Giovanni Nirta, Maria Strangio, 33 ans, est assassinée le jour de Noël 2006. D’après le ministre de l’intérieur italien, Giuliano Amato, cet attentat est le premier de cette ampleur perpétré à l’étranger par la mafia calabraise.
Cet enracinement en Allemagne date de la chute du mur de Berlin en 1989. Pietro Grasso, procureur national anti-mafia, rappelle une vieille écoute téléphonique remontant au jour de la chute de Berlin. Un mafioso téléphonait à un autre : « Va à Berlin-Est et achète. » « J'achète quoi ? », disait l’autre. « Tout, bars, restaurants, immeubles. » Aussitôt dit, aussitôt fait. La ’Ndrangheta s’empare alors de vieux palais à moitié détruits, d’édifices en tous genres, de restaurants, pour une bouchée de pain. C’est donc avec la chute du Mur que commence l’aventure de la ’Ndrangheta en Allemagne.
Après l'arrestation de 11 mafiosos en janvier 2018, les autorités allemandes estiment qu'au moins 400 membres de la 'Ndrangheta se trouvent dans le pays.

#### Belgique
La ’Ndrangheta a acheté près d’un quartier entier à Bruxelles avec l’argent blanchi de la drogue. Le 5 mars 2004, 47 personnes ont été arrêtées, accusées de trafic de drogue et de blanchiment d’argent pour l’achat de biens immobiliers à Bruxelles pour 28 millions €. Leurs activités se sont étendues aux Pays-Bas, où de grandes quantités d’héroïne et de cocaïne avaient été achetées par le clan Pesce-Bellocco de la ville de Rosarno et le clan Strangio du village de San Luca.
Elle est présente en Belgique également par les activités de détournement de fonds européens

#### Europe centrale
La présence de la 'Ndrangheta est signalée depuis plusieurs années dans les nouvelles démocraties d’Europe de l’Est : République tchèque, Hongrie et Roumanie notamment. Selon le BND allemand, la pègre calabraise aurait passé un accord avec les gangs de la mafia albanaise pour pénétrer ces marchés.
En Slovaquie, l'existence de liens entre la 'Ndrangheta, des hommes d'affaires slovaques et le gouvernement slovaque de Robert Fico est suspectée, autour d'affaires de fraude fiscale. La 'Ndrangheta est également la principale organisation suspecte dans l'affaire des meurtres du journaliste Ján Kuciak et de Martina Kušnírová. Dans son dernier reportage, le journaliste d'investigation slovaque s'était concentré sur les activités de la 'Ndrangheta en Slovaquie et sur les liens d'entrepreneurs italiens douteux avec les plus hauts niveaux de la politique slovaque.

#### France
En France, l’organisation a investi dans la cocaïne et l'immobilier (notamment à Nice et sur la Côte d’Azur). Elle est aussi présente en région parisienne, à Lyon, Nîmes, Avignon, Saint-Étienne, Clermont-Ferrand et dans le nord de la France par le biais de familles entières. Nicola Gratteri affirme que des représentants du clan Stefano sont présents sur la Côte d'Azur et « achètent tout ce qui leur passe par la tête : des hôtels, des restaurants, des pizzerias, des domaines immobiliers. Ils achètent aussi des parts de journaux ou de télévisions, susceptibles ensuite d'affecter la pensée des gens. Cela devient donc très dangereux. ». Le phénomène, identifié en 2010, perdure en 2024, les autorités italiennes regrettant l'absence de prise en charge apparente par la France. 

#### Pays-Bas
Aux Pays-Bas, l’organisation calabraise s’adonnerait au trafic de stupéfiants et d’immigrés et investirait dans l’immobilier.

#### Suisse
En Suisse, en plus d'une activité de blanchiment d'argent déployée depuis longtemps, l’organisation s’est lancée dans le trafic de cannabis, de cocaïne, d’héroïne et d’armes,.

### Russie
En Russie, la ’Ndrangheta est présente dans le trafic de drogue, l’immobilier et la contrefaçon de roubles et de dollars. Dès 1993, au moment où la Russie s’ouvrait aux capitaux étrangers, les magistrats de Locri (Calabre) découvraient un recyclage fabuleux entre Moscou et leurs terres. Des mafiosi étaient prêts à payer comptant une aciérie et une usine chimique à Saint-Pétersbourg avec l’équivalent en roubles de 2 600 milliards de lires prélevées dans une banque allemande.

### Amérique du Nord
L’organisation a été signalée au Canada et aux États-Unis dans les États de Floride et de New York. En 2004, le procureur de Tampa de l’État de Floride définit la Ndrangheta de la manière suivante : « Elle est invisible comme l’autre côté de la lune ». En 2020, Toronto est la ville qui concentre le plus de membres de la 'Ndrangheta, après l'Italie.
En mai 2008, l’ancien président américain George W. Bush, en s’appuyant sur le Foreign Narcotics Kingpin Designation Act visant à punir les trafiquants de drogue, l’a rajoutée officiellement sur la liste noire des organisations criminelles les plus dangereuses agissant sur le sol américain.

### Australie
En Australie, l’organisation s’adonne au trafic d’armes et d’héroïne, ainsi qu’aux jeux de hasard.

### Colombie
Les Colombiens leur auraient confié un tiers du trafic de cocaïne dans le monde. Reconnaissant la fiabilité financière et « morale » des Calabrais, dès les années 1980, lorsque Cosa nostra commence à décliner sous les coups de la répression, et finit par abandonner la gestion directe de la drogue. Les Calabrais venaient de mettre un terme à leur expérience de séquestrations. Tandis que la « coke » vendue 50 à 100 € la dose sur les places européennes, rapportait cent fois plus. « Il n’y a plus un gramme de cocaïne qui ne soit sur les marchés du vieux continent sans la bénédiction de la ’Ndrangheta », dit un enquêteur. Pour ce faire, les Calabrais ont établi en Colombie des rapports directs et exclusifs avec les Forces armées révolutionnaires (FARC) et les Autodéfenses unies de Colombie (AUC) de Salvatore Mancuso, dit El Mono, qui serait d’origine italienne, et qui fait l’objet de 23 mandats d’arrêt internationaux.

## Acceptation par la population et les autorités

### Liens avec l'Église catholique
La 'Ndragheta bénéficie d'un  certain soutien ou de la complicité de la part de certains prêtres, et finance de nombreuses manifestations religieuses, où ses chefs paradent en tête,. En utilisant le culte marial, elle cherche à s'attirer la reconnaissance de la population. Historiquement, cette complicité entre prêtres catholiques et mafias remonte à 1870, lors de la réunification de l'Italie et de la part congrue accordée au Vatican.  En 1870, Le pape Pie IX interdit aux catholiques italiens de voter et de participle  vie politique, et les prêtres se tournent alors vers les mafias, sources d'autorité partageant leurs valeurs conservatrices. Cette alliance perdure après la levée de l'interdiction en 1904. Il faut attendre le déclin du communisme et l'opération « mains propres  » pour que le 9 juin 1993, le pape Jean-Paul II en voyage en Sicile prononce une diatribe contre la mafia.
En juin 2014, trois mois après avoir exhorté  les « hommes et femmes mafieux » à changer de vie, pour ne pas aller en enfer, le Pape François, en rupture avec son attitude usuelle de promotion de la miséricorde, prononce au cours d'une homélie en Calabre devant 250 000 personnes « l'excommunication » des membres de la 'Ndrangetha. Cette déclaration, sans effet légal puisqu'elle n'a pas été émise à l'issue de la procédure prévue, est selon un porte-parole du Vatican une façon de tenter d'isoler les mafieux. Elle vient en outre appuyer les efforts antimafia du nouvel évêque local, Mgr Nunzio Galantino.  L'organisation menace en représailles le pape de mort,  mais la menace n'est pas prise complètement au sérieux, le nombre de meurtres ayant nettement reculé dans les années 2010.
En juillet de la même année, à Oppido Mamertina, des 'Ndranghetistes provoquent le scandale en organisant une procession, à l'issue de laquelle ils font s'incliner une statue de la Vierge devant le domicile de l'un de leurs chefs locaux, Giuseppe Mazzagatti, en signe d'allégeance à la mafia.  L'évêque du diocèse interdit alors les processions. Selon Stefano Cecchin, président de l'Académie pontificale mariale internationale « Dans le système de la mafia, la figure de Marie est devenue celle d'un être humain qui doit être soumis, donc esclave, et qui doit accepter la volonté de Dieu, la volonté des patrons, la volonté du chef de la mafia ». Cet organisme monte avec le soutien  du Pape un groupe de travail appelé «Libérer Marie de la mafia et des puissances criminelles» rassemblant théologiens, policiers, juges et experts de la lutte contre le racket. 

## Dans la culture populaire

### Cinéma
- 2014 : Les Âmes noires, film de Francesco Munzi
- 2015 : Léa de Marco Tullio Giordana
- 2015 : La Terra dei santi (it) de Fernando Muraca
- 2017 : Tout l'argent du monde de Ridley Scott
- 2017 : A Ciambra de Jonas Carpignano
- 2021 : ‘'A Chiara‘' de Jonas Carpignano

### Télévision
- 2016 : Solo (it), de Michele Alhaique (it)
- 2017 : Kings of Crime (it) de Roberto Saviano
- 2019 : L'empreinte des tueurs de Urs Egger
- 2020 : ZeroZeroZero de Stefano Sollima
- 2023 : The Good Mothers